# Columba (gènere)
Columba és un gènere d'ocells de la família dels colúmbids (Columbidae ) que comprèn nombroses espècies de coloms mitjans o grossos, i de cos robust. Per ser el gènere tipus de la família sol denominar-se als seus membres típicament “coloms”.

## Distribució
Les espècies d'aquest gènere s'estenen per Euràsia, Àfrica i Oceania, però s'han introduït algunes espècies, com el colom roquer, fora de la seva àrea natural.
A Catalunya habiten el colom roquer, el tudó i la xixella.

## Etimologia
El nom del gènere prové del llatí, Columba és la paraula que significa “colom”.

## Taxonomia
Anteriorment es classificaven en Columba diverses espècies americanes que actualment componen el gènere Patagioenas.
Segons la Classificació del Congrés Ornitològic Internacional (versió 14.2, 2024) aquest gènere està format per 35 espècies:
- colom roquer (Columba livia).
- tudó (Columba palumbus).
- xixella (Columba oenas).
- colom de clatell blanc (Columba albinucha).
- colom d'Etiòpia (Columba albitorques).
- colom argentat (Columba argentina).
- colom ullgroc (Columba arquatrix).
- colom canari cuafosc (Columba bollii).
- colom de Delegorgue (Columba delegorguei).
- colom dels Nilgiri (Columba elphinstonii).
- colom d'Eversmann (Columba eversmanni).
- colom de Guinea (Columba guinea).
- colom de Hodgson (Columba hodgsonii).
- colom de clatell bronzat (Columba iriditorques).
- colom del Japó (Columba janthina).
- colom de les Ryukyu (Columba jouyi).
- colom canari cuablanc (Columba junoniae).
- colom blanc-i-negre (Columba leucomela).
- colom de les neus (Columba leuconota).
- colom de Malherbe (Columba malherbii).
- colom de Somàlia (Columba oliviae).
- colom capclar (Columba pallidiceps).
- colom de les Andaman (Columba palumboides).
- colom de les Comores (Columba pollenii).
- colom cendrós (Columba pulchricollis).
- colom de capell clar (Columba punicea).
- colom rupestre (Columba rupestris).
- colom del Camerun (Columba sjostedti).
- colom de l'illa de Maurici (Columba thiriouxi).
- colom de São Tomé (Columba thomensis).
- colom de Sri Lanka (Columba torringtoniae).
- colom de Madeira (Columba trocaz).
- colom del Congo (Columba unicincta).
- colom de les Bonin (Columba versicolor).
- colom gorjablanc (Columba vitiensis).